# مورتون مويس
مورتون مويس (بالإنجليزية: Morton Moyes)‏ هو مستكشف أسترالي، ولد في 29 يونيو 1886 في Koolunga, South Australia ‏ في أستراليا، وتوفي في 20 سبتمبر 1981 في سيدني في أستراليا.

## روابط خارجية
- مورتون مويس على موقع النتائج التاريخية لألعاب القوى الأسترالية (الإنجليزية)